# Франческо Петрарка
Франческо Петрарка (итал. Francesco Petrarca; Арецо, 20. јули 1304 — Арква Петрарка, 18/19. јули 1374) био је италијански песник на народном и латинском језику, хуманиста, аутор Канцонијера.

## Биографија
Франческо Петрарка рођен је у Арецу у Тоскани. Син је Пјетра ди Паренце, бележника у Фиренци који је себе прозвао Петрако (Петрарка је касније узео хуманистички облик овог имена), и мајке Елете Каниђани. Детињство је провео у Инчизи, Авињону и Пизи. Студирао је право на универзитету у Монпељеу и у Болоњи. У Авињону је касније радио као дворски саветник, а на папском двору успео је да се истакне нарочито својом речитошћу, одличним познавањем класичне културе и својим првим песмама на тосканском народном језику. За његов боравак на двору везује се и сусрет са Лауром (како тврди сам Петрарка, срели су се 6. априла 1327). Године 1330. постао је каноник што га је обавезивало на целибат, али није морао да се зареди, али то га није спречило да има двоје деце. Путовао је, учествовао у јавном животу, а уз то се бавио и књижевношћу. Био је изасланик папе и многих важних људи свога доба, а бавио се и дипломатијом. Био је и културно-политички посредник између два најважнија политичка центра тога доба у Италији, између Венеције и Милана. Осмог априла године 1341. крунисан је ловоровим венцем на Капитолу у Риму. Био је poeta laureatus пре него што је написао многа дела по којима је касније постао познат. Веома тешке године за Петрарку биле су четрдесете године када су преминули неки за њега веома важни људи, међу њима и Лаура (1348). Умро је у Аркви 1374. године.

## Лаура и поезија
Дана 6. априла 1327. након што је Петрарка одустао од свештеничког позива, призор жене зване "Лаура" у цркви Sainte-Claire d'Avignon у њему је пробудио трајну страст, слављену у Rerum vulgarium fragmenta („Фрагменти пучких питања“). Лаура је можда Лаура де Новес, супруга грофа Хуга де Садеа. У Петраркином делу о Лаури има мало података, осим што је она љупка за поглед, плаве косе, скромног, достојанственог става. Лаура и Петрарка имали су мало или нимало личног контакта. Према његовом "Secretum", она га је одбила јер је већ била удата. Своја осећања је усмерио у љубавне песме које су биле узбудљиве, а не убедљиве, и написао је прозу која је показала презир према мушкарцима који траже жене.
По њеној смрти 1348. године, песник је установио да је његова туга подједнако тешка колико и његов некадашњи очај. Касније је у свом „Писму потомству“ Петрарка написао: „У својим млађим данима непрестано сам се борио са великом, али чистом љубавном везом - мојом једином, и борио бих се с тим да дуже није постојала прерана смрт, горка, али спасоносна за мене, угасио је расхлађујући пламен. Свакако бих волео да кажем да сам увек био потпуно ослобођен жеља тела, али лагао бих кад бих то учинио."
У опису Лауре постоји психолошки реализам, мада Петрарка увелико црпи конвенционализоване описе љубави и љубавника из трубадурских песама и друге литературе о дворској љубави. Њено присуство му изазива неизрециву радост, али његова неузвраћена љубав ствара неиздрживе жеље, унутрашње сукобе између жарког љубавника и мистичног хришћанина, чинећи их немогућим за помирити. Петраркина потрага за љубављу доводи до безнађа и непомирљиве тескобе, као што то изражава у низу парадокса Рима 134 „  "Pace non trovo, et non ò da far guerra;/e temo, et spero; et ardo, et son un ghiaccio" односно "Не налазим мира, а ипак не ратујем: / и страх, и нада: и ватра, а ја сам лед".

## Петрарка као хуманиста
Петрарка је показивао велику љубав према античким писцима, као и према латинском језику. Писање је оно што га повезује са писцима славне антике, са којима стално треба водити разговор. Петрарка се залаже и за подражавање античких узора, и то за подражавање у облику, језику и стилу. Међутим, сматра да не би требало  да се подражава стил само једног писца, већ треба уочити квалитете више њих и те квалитете подражавати.
Био је велики противник схоластике и аристотелизма, страна су му сва дубоко научно утемељена истраживања и схватања света, прорачуни и гломазни филозофски системи. Велику пажњу поклања филозофији морала и испитивању човекових унутрашњих садржаја.
Његови највећи узори и аутори који су на њега највише утицали јесу Цицерон, Сенека, Августин и посредно Платон (али нема утицаја Платона који се тиче љубави, већ само дијалога). Петрарка покушава да покаже да постоји континуитет између античке и хришћанске мисли. Његова филозофија може се назвати хришћанским хуманизмом.

## Стваралаштво

### Проблем језика
Највећи део Петраркиног рада написан је на латинском. Он своја дела на латинском описује као узвишенија, док о делима на народном језику говори као о небитним ситницама. Језик Петраркине прозе искључиво је латински. Он је, међутим, до краја живота радио на исправљању и сређивању своје збирке Рима показујући велику бригу и за дела на народном језику. Главни поступак Петраркиног писања налази се у такозваном поновном писању, тј. сталном ишчитавању и преправљању већ написаних текстова. У својим делима на латинском језику, он тај језик жели да доведе до савршенства. Веровао је да ће му вечиту славу донети дела написана на латинском, али догодило се савим супротно, славу су му сачувале песме написане на народном језику.

### Писма
Писма која је Петрарка размењивао са својим пријатељима, нису обични и на брзину написани текстови. Писма су сакупљена и после више детаљних ревизија сврстана у збирке писама од којих су најпознатије Пријатељска писма и Старачка писма. У већини писама желео је да искаже своја схватања о поезији и о животу уопште. Многа су састављена са намером да искаже неке своје идеје. За ове збирке карактеристична је велика разноврсност тема, од чега су најзаступљенија филолошка и књижевна питања, а има и филозофских и теолошких размишљања. Осећа се велики утицај Цицеронових писама, као и Сенекиних "Epistolae morales".

### Дела на латинском језику
Од дела на латинском, написао је поему Африка захваљујући којој је добио ловоров венац. У делу је опеван Други пунски рат, а осећа се тежња ка повезивању славне римске прошлости и Италије. У делу Пастирски спев који је збирка од дванаест еклога, осећа се јак утицај Вергилијевих Буколика. На латинском језику написао је и Писма у стиху, као и седам псалама Покајнички псалми.
Петраркино дело О славним људима састоји се од биографија тридесет и шест античких ликова, а никада није добило своју коначну верзију. Саставио је и четири књиге историјских анегдота под називом Књиге о спомена вредним стварима, а написао га је сакупљајући примерке из античких времена. Написао је и Сиријски итинерер који представља неку врсту археолошко-географског водича."Најпознатија моралистичка расправа јесте О самотном животу." Дело јесте похвала усамљености, односно таквом животу у коме се човек налази у самоћи природе, пише и дописује се са одабраним пријатељима и проживљава хришћанске вредности, а сав интелектуални напор усмерен је ка испитивању себе. Представља хваљење vita contemplativa насупрот vita activa који подразумева учествовање у друштвеним догађајима. Петрарка је увек настојао да усагласи ове две крајности, као и да истакне вредност активног живота који је у средњем веку био мало цењен. Написао је дело О побожној доколици, као и расправу О помоћима у доброј и злој срећи, а написао је и бројне полемике.

### Моја тајна
Дело Моја тајна веома је значајно за разумевање Петраркине интиме. Дело је осмишљено као разговор песников са Августином и то у присуству истине, а организовано је у три књиге. Петрарка овде говори о својим унутрашњим противречностима, а дело представља унутрашњу анализу песникове душе. Августин, међутим, не представља неку особу која се налази ван песникове личности, он је одраз једног дела песникове душе, оног дела који му говори како треба исправно поступати, док је сам песник оличење стварног Петраркиног понашања. У делу не долазе у сукоб две личности, већ две крајности једне личности, односно пишчевог ја. Песник на крају обећава да ће покушати да што боље спозна самог себе сакупљајући разбацане крхотине своје душе.

### Канцонијер
Канцонијер Франческа Петрарке представља једну од најпознатијих и најутицајнијих збирки песама у светској књижевности. Представља песничку жижу из које су расејане песничке одлике ренесансе. Извршило је утицај на читаву епоху и на генерације песника након Петрарке, на тзв. петраркисте. Збирка је позната и под називима Риме или Расуте риме. У збирци се налази 366 песама које су нумерисане и немају наслов (317 сонета, 29 канцона, 9 сестина, 7 балада, 4 мадригала). Канцонијер је инспирисан Петраркином платонском љубављу према Лаури, а садржина, са неколицином изузетака, прати ову љубавну историју. Неки ово дело сматрају лирским романом увиђајући да у Канцонијеру постоје интервали у које се песме могу разделити, док су други склони да у њему виде скуп фрагмената песникових осећања, од чега није желео да направи једну велику љубавну песму. Свака песма је самостална и схватљива по себи, нема велике разноликости сижеа, описана је гомила малих згода које нису међусобно повезане, али основа ипак остаје иста. Нема нити правог историјског следа. Збирка се може поделити на две целине, прву целину чине песме које говоре о тренуцима пре Лаурине смрти, док друга исказује Петраркина осећања и размишљања проузрокована Лаурином смрћу. Канцонијер почиње обраћањем читаоцима којима износи историју своје љубави од тренутка када је први пут угледао Лауру и кад га је Амор погодио љубавном стрелом. Однос према Амору код Петрарке је амбивалентан. Свестан је да му љубав доноси усхићење, али некад и бол, и тада га мрзи. Такође, Амор за Петрарку представља персонификовану љубав, део је песника, који дели своје сопство не би ли имао саговорника. Разна осећања и ситуације смењују се у Канцонијеру једна за другом, а некад су поједина осећања ограничена само на један сонет. Лаура у Канцонијеру није приказана као права жена, већ је нереална. Многи су сматрали да она заправо није ни постојала. Петрарка је пре свега опевао Лаурину лепоту, као и детаље те лепоте од којих су касније петраркисти саставили идеалан лик жене. Она је лепша од свих, она је божанска. Али, она у себи има и нечег конвенцијалног, Петрарка је замишља онако како би сви замишљали идеалну жену, њена лепота приказана је према унапред замишљеном обрасцу. Осим што је лепа, она је и добра, у њој се остварује антички идеал калокагатије. За Петрарку она узрок свег савршенства, пут до Бога, од ње долази сва врлина и светлост. У неким тренуцима говори о њој као о својој пропасти. Петрарка је приказује у противречностима, некада је понизна, некада горда, она је за њега слатка непријатељица. Лаура за Петрарку представља сталну жељу коју он не може задовољити, али је она истовремено и разлог живота. Што се више иде према крају Канцонијера, то се више сећања на Лауру преплићу са признавањем Бога, да би се Канцонијер завршио молитвом Богородици да га Бог прими у вечни мир. Петрарка је на народном језику написао и дело Тријумфи, које је имало знатно јаснију спољашњу структуру од Канцонијера.

## Данте и Петрарка
Петрарка је веома далеко од Дантеа и његове Божанствене Комедије. Упркос метафизичкој теми, Комедија је дубоко укорењена у културни и друштвени миље прелазног века у Фиренци: Дантеов успон на власт (1300) и прогонство (1302); његове политичке страсти позивају на "насилну" употребу језика, где користи све регистре, од ниских и тривијалних до узвишених и филозофских. Петрарка је признао Бокачу да никада није прочитао Комедију. Дантеов се језик развија временом, од дворске љубави његових раних стилновистичких Rime and Vita nuova до Convivio and Divina Commedia, где је његова муза Беатриче богиња филозофије.
Супротно томе, Петраркин начин размишљања и стила релативно су једнолични током његовог живота - много је времена провео ревидирајући кантонијерске песме и сонете уместо да прелази на нове теме или поезију. Овде сама поезија пружа утеху за личну тугу, много мање за филозофију или политику (као код Дантеа), јер се Петрарка бори унутар себе (сензуалност насупрот мистицизму, профано насупрот хришћанској литератури), а не против било чега изван себе.
Снажна морална и политичка уверења која су инспирисала Дантеа припадају средњем веку и либертаријанском духу комуне; Петраркине моралне дилеме, његово одбијање да заузме став у политици, његов опчињавајући живот упућују на други смер или време.

## Филозофија
Петрарку традиционално зову оцем хуманизма, а многи га сматрају и „оцем ренесансе“. Петрарка је уместо тога тврдио да је Бог људима дао свој огромни интелектуални и креативни потенцијал како би га у највећој мери искористили. Инспирисао је хуманистичку филозофију која је довела до интелектуалног процвата ренесансе. Веровао је у огромну моралну и практичну вредност проучавања древне историје и књижевности - односно проучавања људске мисли и деловања. Петрарка је био побожни католик и није видео сукоб између остварења човековог потенцијала и вере.
Као врло интроспективан човек, он је снажно обликовао урођени хуманистички покрет, јер су многе унутрашње сукобе и ставове изражене у његовим списима запленили ренесансни филозофи хуманисти и непрестано расправљали о томе наредних 200 година. На пример, Петрарка се борио са правилним односом између активног и контемплативног живота и уклонио је наглашавање важности самоће и учења. У јасном неслагању са Дантеом, 1346. године Петрарка је у својој De vita solitaria тврдио да је папа Селастин Пети одбио папинство 1294. године и да је то врстан пример самотарског живота.
Касније се политичар и мислилац Леонардо Бруни (1370–1444) заложио за активни живот, односно „грађански хуманизам“. Као резултат тога, одређени број политичких, војних и верских вођа током ренесансе био је прикучен идејом да њихово тражење личног испуњења треба бити утемељено на класичном примеру и филозофском размишљању.

## Наслеђе
Петраркин утицај видљив је у радовима Серафина Киминелеја из Аквилеје (1466–1500) и у делима Марина Држића (1508–1567) из Дубровника.
Композитор романтизма Франц Лист поставио је три Петраркина сонета (47, 104 и 123) за музику за глас, Tre sonetti del Petrarca, коју ће касније превести за соло клавир да би га уврстио у Années de Pèlerinage. Лист је поставио и песму Виктора Ига, "O quand je dors" у којој су Петрарка и Лаура позвани као епитет еротске љубави.
У новембру 2003. објављено је да ће патолошки анатомисти ексхумирати Петраркино тело из његовог ковчега у Arquà Petrarca, како би проверили извештаје из 19. века да био висок 1,83 метра, што би било високо за његов период . Тим са Универзитета у Падови такође се надао да ће реконструисати његов кранијум како би створили компјутеризовану слику његових карактеристика која би се поклапала са његовим 700. рођенданом.
Гробницу је отворио претходно 1873. године професор Ђовани Канестрини, такође са Универзитета Падова. Када је гробница отворена, лобања је откривена у фрагментима и ДНК тестом је откривено да лобања није Петраркина.
Истраживачи су додуше прилично сигурни да је тело у гробници Петраркино, због чињенице да скелет носи доказе о повредама које је Петрарка споменуо у својим списима, укључујући ударац магарца када је имао 42 године.

## Дела
- Francesco Petrarca (1987). Moja tajna. (preveo Frano Čale), Grafički zavod Hrvatske,
- Frančesko Petrarka, Soneti i kancone (preveo Musić Srđan), Rad, 1964.
- Франческо Петрарка, Канцонијер (превео Иван Лалић), Просвета, 1968.
- Francesco Petrarka (1974). Kanconijer. (preveo Frano Čale), Nakladni zavod Matice hrvatske,
- Франческо Петрарка, Два дијалога радости с разумом (превео Синан Гуђевић), Мостови, 1992.
- Frančesko Petrarka, Pjesme Lauri (preveo Maroević Tonko), Znanje, 1982.
- Франческо Петрарка, Канцонијер (превели Иван В. Лалић, Стеван Раичковић, Љубомир Симовић, Олинко Делорко), Гутенберговца галаксија, 1996.
- Франческо Петрарка, Канцонијер (превели Иван В. Лалић, Стеван Раичковић, Љубомир Симовић, Олинко Делорко), Књига-комерц, 2007.

### Преводи на енглески
- Francesco Petrarch (2005). Letters on Familiar Matters (Rerum familiarium libri),. Превод: Aldo S. Bernardo. New York: Italica Press.. Volume 1, Books 1–8; Volume 2, Books 9–16; Volume 3, Books 17–24
- Francesco Petrarch (2005). Letters of Old Age (Rerum senilium libri),. Превод: Aldo S. Bernardo, Saul Levin & Reta A. Bernardo. New York: Italica Press.. Volume 1, Books 1–9; Volume 2, Books 10–18
- Francesco Petrarch. My Secret Book, (Secretum. Harvard University Press.), translated by Nicholas Mann.
- Francesco Petrarch, (2002). On Religious Leisure (De otio religioso),. Превод: Susan S. Schearer, introduction by Ronald G. Witt. New York: Italica Press. edited &.
- Francesco Petrarch, The Revolution of Cola di Rienzo, translated from Latin and edited by Mario E. Cosenza; 3rd, revised, edition by Ronald G. Musto (New York; Italica Press, 1996)
- Francesco Petrarch. Selected Letters. Harvard University Press., vol. 1 and 2, translated by Elaine Fantham.